# Théo Vimpère
Théo Vimpère, né le 3 juillet 1990 à Limoges, est un coureur cycliste français, professionnel de 2013 à 2016 au sein de l'équipe continentale HP BTP-Auber 93.

## Biographie

### Carrière professionnelle
Après plusieurs saisons chez les amateurs, Théo Vimpère devient coureur professionnel en 2013 au sein de l'équipe continentale française BigMat-Auber 93. Pour ses premiers pas sous ses nouvelles couleurs, il s'impose lors de deux cyclo-cross régionaux et remporte le classement des sprinteurs du Tour du Limousin.
En 2014, il gagne la course Châteauroux-Limoges et s’adjuge à cette occasion son premier succès sur route depuis son passage chez les professionnels. Il se classe également septième du Tour du Doubs en fin de saison.
Fin 2015, il est conservé par ses dirigeants pour l'année suivante.
En 2016, il gagne la course Le Poinçonnet-Limoges et se classe troisième de Vassivière-Feytiat. Il se montre également à son avantage sur le Tour du Limousin où il s'adjuge la septième place au classement général. Néanmoins, il n'est pas conservé par ses dirigeants au terme de cette saison. Il fait alors son retour chez les amateurs et rejoint le club de DN1 Pro Immo Nicolas Roux.

### Le retour chez les amateurs
En 2017, pour son premier semestre sous les couleurs de la formation Pro Immo Nicolas Roux, il s'impose lors du Tour du Canton du Pays Dunois, du Tour de la Charente limousine et du Prix du Cros à Domérat. Au cours de l'été, il remporte une étape du Tour cycliste international de la Guadeloupe et porte le maillot jaune de leader de l'épreuve antillaise inscrite au calendrier de l'UCI Europe Tour.  Il effectue une dernière saison en 2018, puis arrête définitivement la compétition.

## Palmarès
- 2005
  - Champion du Limousin de cyclo-cross cadets[7]
- 2006
  - Champion du Limousin de cyclo-cross juniors
- 2007
  - Champion du Limousin de cyclo-cross juniors
- 2008
  - Champion du Limousin de cyclo-cross espoirs
  - 2e du championnat du Limousin de cyclo-cross
- 2009
  - Champion du Limousin de cyclo-cross
  - Champion du Limousin de cyclo-cross espoirs
  - Champion du Limousin sur route espoirs
  - Tour du Canton de Gentioux
  - 2e du championnat du Limousin sur route
- 2010
  -  Champion de France universitaire sur route[8]
  - 3e étape du Tour du Val de Saintonge
  - Grand Prix de la Trinité
  - Grand Prix de Nedde
- 2011
  - Tour du Périgord
  - 1re étape du Tour des Deux-Sèvres
  - 1re étape du Tour d'Eure-et-Loir
  - Grand Prix d'Oradour-sur-Vayres
  - 3e étape du Saint-Brieuc Agglo Tour
  - Prix d'Automne de La Rochefoucauld
  - 2e de la Route d'Or du Poitou
  - 3e de Nantes-Segré
- 2012
  - Tour du Périgord
  - Boucles de Haute-Vienne
  - 3e du Grand Prix de Saint-Hilaire-du-Harcouët
- 2014
  - Châteauroux-Limoges
- 2016
  - Le Poinçonnet-Limoges
  - 2e du Souvenir Georges-Dumas
  - 3e de Vassivière-Feytiat
- 2017
  - Tour du Canton du Pays Dunois
  - Tour de la Charente Limousine
  - Prix du Cros
  - 2ea étape du Tour de la Guadeloupe
  - Grand Prix Danièle Masdupuy
  - 2e étape de La Jean-Patrick Dubuisson (contre-la-montre par équipes)
  - 3e du Trophée de l'Essor
  - 3e du Prix de la ville du mont Pujols
- 2018
  - Nocturne des Ponts

## Classements mondiaux
| Année            | 2014 | 2015 | 2016 | 2017 |
| ---------------- | ---- | ---- | ---- | ---- |
| UCI Europe Tour  | 515e | 497e | 720e |      |
| UCI America Tour |      |      |      | 305e |